# Шипилин, Павел Петрович
Павел Петрович Шипилин (1819/1821, Красноярск — 1872/1873, Красноярск) — красноярский купец 2-й (1856) и 1-й (1850, 1858) гильдии, золотопромышленник. В 1856—1858 являлся градоначальником Красноярска. В 1863 он являлся директором губернского комитета Попечительного общества о тюрьмах.

## Биография
В молодости был устроен отцом на золотые прииски И. Г. Рязанова, где освоил приисковое дело. Получая высокое жалование, завел собственное дело. Затем женился на дочери купца 1-й гильдии П. Ф. Белова — Александре Прокопьевне, и занялся торговлей. Владел несколькими золотыми приисками и 5 домами в Красноярске, имел домовые лавки, вел торговлю иностранными товарами, винами, золотыми и серебряными изделиями.
В конце 1840-х — начале 1850-х годов числился как купец 1-й гильдии. В 1857 году в списках проходит как купец 2-й гильдии. В 1847—1850 и в 1856—1859 годах П. П. Шипилин был избран городским судьей.
С 1854 по 1857 годы П. П. Шипилин был церковным старостой при Воскресенском соборе. В 1850—1860-х годах владел двухэтажным каменным домом недалеко от спуска к реке Енисею в районе Старобазарной площади. Этот спуск назвали «Шипилинским взвозом». Во время Крымской войны (1853—1856) П. П. Шипилиным было пожертвовано 300 рублей на помощь инвалидам. После смерти жены Александры Прокопьевны в 1863 году П. П. Шипилин проигрался в карты. В 1872 году по решению Минусинского суда П. П. Шипилин получил опеку над домом купчихи Беловой после её смерти.

## Семья
- Пётр Васильевич Шипилин (?—1849) — отец П. П. Шипилина и минусинский купец 3-й гильдии, с 1841 года — 2-й гильдии по Красноярску, и с 1848 года — 1-й гильдии, золотопромышленник (1853). В начале 1830-х годов приехал в Минусинск и поступил на службу к местному купцу А. Сапункову. Занимался закупкой и перегоном скота из Минусинского и Красноярского округов в Иркутск. Это позволило ему накопить капитал, достаточный для записи в купцы третьей гильдии по г. Минусинску. В 1841 г. он переселяется в Красноярск, объявив там свой капитал уже по второй гильдии. Часть своих капиталов П. В. Шипилин направил на разведку и разработку золотых месторождений, став одним из пионеров этой отрасли в Сибири.[6] П. В. Шипилин открыл богатый золотосодержащий прииск в южной части Енисейского округа, названный Кресто-Воздвиженским.[7] За это Иван Кириллович Кузнецов, владеющий территорией, назначил П. В. Шипилину так называемый тринадцатый пай: он должен был получать часть доходов золота, что обогатило и владельца и открывателя.
- Фёдор Петрович Шипилин (1830-?) — брат П. П. Шипилина и красноярский купец, и с 1858 г — нарымский купец 2-й гильдии, потомственный почетный гражданин. Ф. П. Шипилин также держал постоялый двор.
- Василий Петрович Шипилин (1828-?) — брат П. П. Шипилина, занимался торговлей и золотопромышленным делом.
- Иван Петрович Шипилин (1814-?) — брат П. П. Шипилина; занимался торговлей и золотопромышленным делом.
- Александра Прокопьевна Шипилина (1830—1863) — жена П. П. Шипилина и дочь Минусинского купца П. Ф. Белова. Дети Шипилиных — Мария (1849 г.р.), Иннокентий (1848 г.р.) и Петр (1854 г.р.).[8]
- Иннокентий Павлович Шипилин (1848 — ?) — сын П. П. Шипилина, купец. Был известен своим пристрастием к искусству. В 1883 г он выступал на любительской сцене в качестве певца, организовал труппу и арендовал небольшой театр в Красноярске.[9]
- Петр Павлович Шипилин (23 дек 1854 — 1 мая 1928) — сын П. П. Шипилина и А. П. Шипилиной. Родился в Красноярске, окончил Петербургскую медико-хирургическую академию в 1880 году, затем 12 лет служил врачом в Ковенской губернии. С 1893 по 1918 годы работал в Перми как помощник губернского врачебного инспектора, затем губернский врачебный инспектор, старший врач больницы Красного Креста, заведующий городским родильным домом, а также гласным Пермской городской думы. Специализировался в области терапии и гинекологии. В сентябре 1918 был эвакуирован в Читу, где работал во врачебно-санитарном отделении управления Забайкальской области, с марта 1920 — врачом областной земской больницы, в 1921—1928 — заведующим земской областной больницей. В память о Петре Павловиче Шипилине была открыта именная палата с портретом. Он был награждён многими орденами и почетным знаком Красного Креста.[10]